# بينو فورمان
بينو فورمان (بالألمانية: Benno Fürmann)‏ (و. 1972 – م) هو ممثل، وممثل صوت، وممثل أفلام من ألمانيا .

## التعليم
تعلم في مسرح لي ستراسبرغ ومعهد السينما ‏

## روابط خارجية
- بينو فورمان على موقع IMDb (الإنجليزية)
- بينو فورمان على موقع مونزينجر (الألمانية)
- بينو فورمان على موقع قاعدة بيانات الأفلام العربية
- بينو فورمان على موقع ألو سيني (الفرنسية)
- بينو فورمان على موقع ميوزك برينز (الإنجليزية)
- بينو فورمان على موقع أول موفي (الإنجليزية)
- بينو فورمان على موقع قاعدة بيانات الأفلام السويدية (السويدية)
- بينو فورمان على موقع ديسكوغز (الإنجليزية)
- بينو فورمان على موقع قاعدة بيانات الفيلم (الإنجليزية)
- بينو فورمان على موقع كينوبويسك (الروسية)